# Herceg Novi
Herceg Novi (chirilic: Херцег Нови; pronunțat: Herțeg Novi; în italiană Castelnuovo) este un oraș de coastă din Muntenegru, situat la intrarea în Golful Kotor, la poalele Muntelui Orjen. Este centrul administrativ al comunei cu același nume, care are în jur de 33.000 de locuitori.

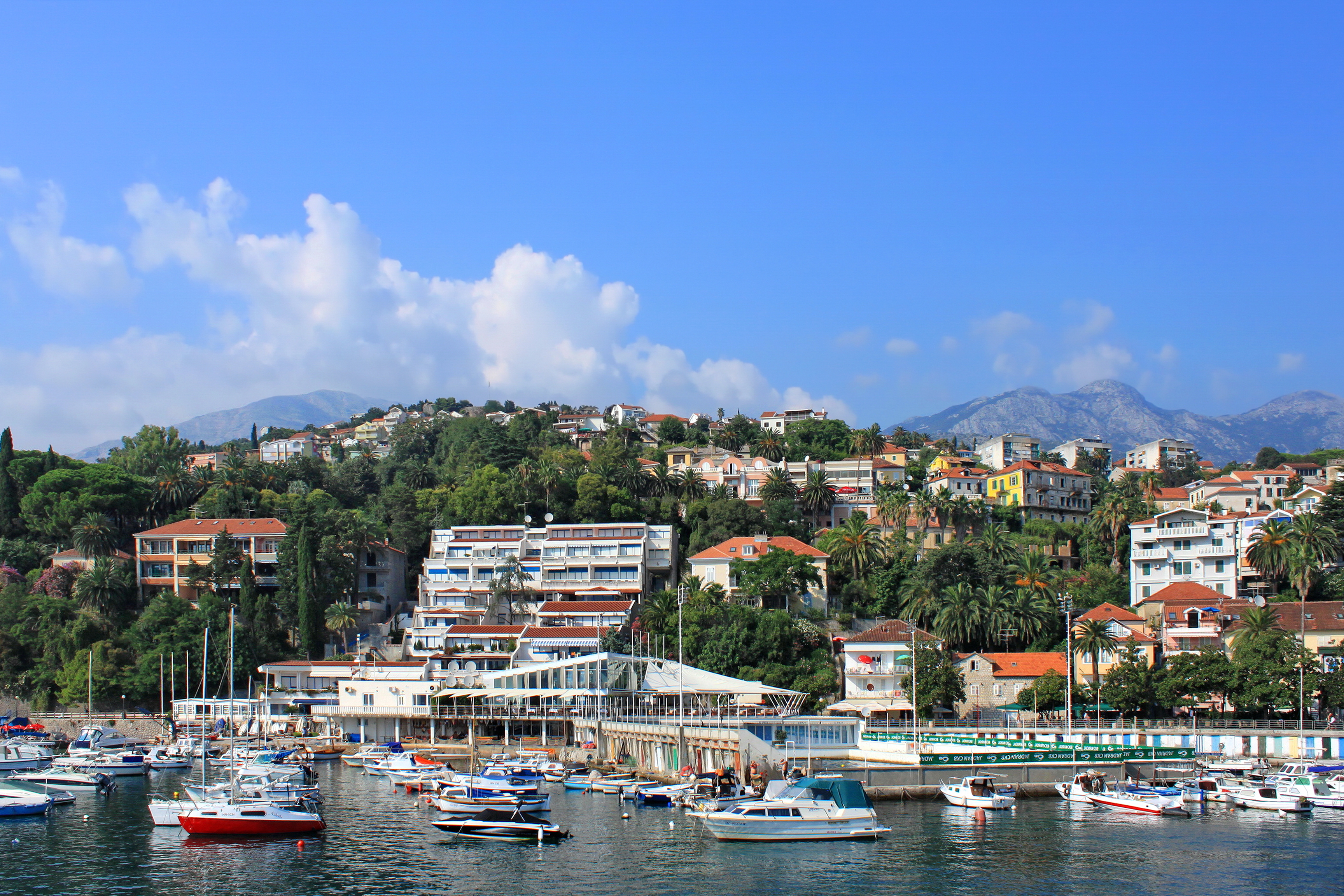
Vedere a orașului de la port

## Istorie
Orașul Herceg Novi din Muntenegru a fost fondat de primul regele al Bosniei, Tvrtko I, mai întâi cu denumirea Sveti Stefan și apoi ca Novi (literalmente Nou), cunoscut și sub numele de Castelnuovo în italiană (cu sensul de: Noul Castel). Ulterior, va deveni centrul administrativ al lui Stjepan Vukčić Kosača și redenumit prin adăugarea titlului său de Herceg (adică duce) la numele Novi (Herceg Novi).

## Demografie
|  |

| Demografie | Demografie | Demografie |
| An         | Locuitori  | Locuitori  |
| ---------- | ---------- | ---------- |
|            |            |            |
|            |            |            |
|            |            |            |
|            |            |            |
| 1948       | 2371       |            |
| 1953       | 2926       |            |
| 1961       | 3797       |            |
| 1971       | 6705       |            |
| 1981       | 8130       |            |
| 1991       | 11429      | 11217      |
| 2003       | 13163      | 12739      |

| \| Componența etnică (2003)[3] \| Componența etnică (2003)[3] \| Componența etnică (2003)[3] \| Componența etnică (2003)[3] \| Componența etnică (2003)[3] \| \| --------------------------- \| --------------------------- \| --------------------------- \| --------------------------- \| --------------------------- \| \| \| \| \| \| \| \| Sârbi \| Sârbi \| \| 6376 \| 50,05% \| \| Muntenegreni \| Muntenegreni \| \| 3873 \| 30,4% \| \| Croați \| Croați \| \| 417 \| 3,27% \| \| Iugoslavi \| Iugoslavi \| \| 140 \| 1,09% \| \| Musulmani \| Musulmani \| \| 90 \| 0,7% \| \| Romi \| Romi \| \| 65 \| 0,51% \| \| Macedoneni \| Macedoneni \| \| 60 \| 0,47% \| \| Bosniaci \| Bosniaci \| \| 51 \| 0,4% \| \| Sloveni \| Sloveni \| \| 26 \| 0,2% \| \| Maghiari \| Maghiari \| \| 19 \| 0,14% \| \| Albanezi \| Albanezi \| \| 17 \| 0,13% \| \| Italieni \| Italieni \| \| 10 \| 0,07% \| \| Ruși \| Ruși \| \| 9 \| 0,07% \| \| Germani \| Germani \| \| 4 \| 0,03% \| \| necunoscută \| necunoscută \| \| 330 \| 2,59% \| |              |  |      |        |
| Componența etnică (2003) |              |  |      |        |
| |              |  |      |        |
| Sârbi | Sârbi        |  | 6376 | 50,05% |
| Muntenegreni | Muntenegreni |  | 3873 | 30,4%  |
| Croați | Croați       |  | 417  | 3,27%  |
| Iugoslavi | Iugoslavi    |  | 140  | 1,09%  |
| Musulmani | Musulmani    |  | 90   | 0,7%   |
| Romi | Romi         |  | 65   | 0,51%  |
| Macedoneni | Macedoneni   |  | 60   | 0,47%  |
| Bosniaci | Bosniaci     |  | 51   | 0,4%   |
| Sloveni | Sloveni      |  | 26   | 0,2%   |
| Maghiari | Maghiari     |  | 19   | 0,14%  |
| Albanezi | Albanezi     |  | 17   | 0,13%  |
| Italieni | Italieni     |  | 10   | 0,07%  |
| Ruși | Ruși         |  | 9    | 0,07%  |
| Germani | Germani      |  | 4    | 0,03%  |
| necunoscută | necunoscută  |  | 330  | 2,59%  |

## Clima
| Date climatice pentru Herceg Novi                            | Date climatice pentru Herceg Novi | Date climatice pentru Herceg Novi | Date climatice pentru Herceg Novi | Date climatice pentru Herceg Novi | Date climatice pentru Herceg Novi | Date climatice pentru Herceg Novi | Date climatice pentru Herceg Novi | Date climatice pentru Herceg Novi | Date climatice pentru Herceg Novi | Date climatice pentru Herceg Novi | Date climatice pentru Herceg Novi | Date climatice pentru Herceg Novi | Date climatice pentru Herceg Novi |
| Luna                                                         | Ian                               | Feb                               | Mar                               | Apr                               | Mai                               | Iun                               | Iul                               | Aug                               | Sep                               | Oct                               | Nov                               | Dec                               | Anual                             |
| ------------------------------------------------------------ | --------------------------------- | --------------------------------- | --------------------------------- | --------------------------------- | --------------------------------- | --------------------------------- | --------------------------------- | --------------------------------- | --------------------------------- | --------------------------------- | --------------------------------- | --------------------------------- | --------------------------------- |
| Maxima medie °C (°F)                                         | 12.2 (54)                         | 12.8 (55)                         | 15.0 (59)                         | 18.1 (64,6)                       | 22.6 (72,7)                       | 26.2 (79,2)                       | 29.4 (84,9)                       | 29.4 (84,9)                       | 26.1 (79)                         | 21.8 (71,2)                       | 17.0 (62,6)                       | 13.6 (56,5)                       | 20,35 (68,63)                     |
| Minima medie °C (°F)                                         | 4.8 (40,6)                        | 5.2 (41,4)                        | 7.0 (44,6)                        | 9.6 (49,3)                        | 13.5 (56,3)                       | 16.9 (62,4)                       | 19.3 (66,7)                       | 19.3 (66,7)                       | 16.6 (61,9)                       | 12.9 (55,2)                       | 9.4 (48,9)                        | 6.4 (43,5)                        | 11,74 (53,14)                     |
| Precipitații mm (inches)                                     | 231 (9.09)                        | 195 (7.68)                        | 199 (7.83)                        | 156 (6.14)                        | 104 (4.09)                        | 64 (2.52)                         | 47 (1.85)                         | 85 (3.35)                         | 142 (5.59)                        | 199 (7.83)                        | 258 (10.16)                       | 236 (9.29)                        | 1.916 (75,43)                     |
| Nr. de zile cu precipitații (≥ 0.1 mm)                       | 13.9                              | 12.8                              | 12.8                              | 12.4                              | 9.7                               | 8.1                               | 5.7                               | 6.2                               | 7.8                               | 10.3                              | 14.1                              | 14.8                              | 128,6                             |
| Ore însorite                                                 | 111.6                             | 115.8                             | 161.2                             | 192.0                             | 254.2                             | 288.0                             | 344.1                             | 316.2                             | 249.0                             | 189.1                             | 114.0                             | 102.3                             | 2.437,5                           |
| Sursă: Hydrological and Meteorological Service of Montenegro |                                   |                                   |                                   |                                   |                                   |                                   |                                   |                                   |                                   |                                   |                                   |                                   |                                   |